# José Elías Rauda Gutiérrez
José Elías Rauda Gutiérrez OFM (ur. 20 lipca 1962 w Agua Caliente) – salwadorski duchowny rzymskokatolicki, od 2009 biskup San Vicente.

## Życiorys
Święcenia kapłańskie przyjął 1 kwietnia 1989 w zakonie franciszkańskim. Pracował w klasztorach w Sacatepéquez i Soyapango, zaś w 2005 został pracownikiem prowincjalnego urzędu zajmującego się kwestiami prawnymi.
25 stycznia 2008 został mianowany biskupem pomocniczym diecezji Santa Ana ze stolicą tytularną Foratiana. Sakry biskupiej udzielił mu 19 kwietnia 2008 abp Luigi Pezzuto.
12 grudnia 2009 otrzymał nominację na biskupa San Vicente.